# Alçament de 1869
L'alçament carlista de 1869 va ser un aixecament armat que va tenir lloc a diversos llocs de la península Ibèrica (principalment a la província de Lleó, Castella la Vella i La Manxa) entre juliol i agost de 1869, preludi de la Tercera Guerra Carlista, que esclataria el 1872.

## Història

### Origen i antecedents
Després del triomf de la Revolució de 1868 que va destronar a Isabel II, el Govern Provisional tractar triar un nou rei constitucional. La revolució havia provocat el ressorgiment i reorganització del carlisme, que aspirava al fet que la nació reconegués com a rei d'Espanya a Carles de Borbó i Àustria-Este A aquesta fi, Antoni Aparici i Guijarro havia escrit el Manifest de Carles VII, en forma de carta al seu germà Alfons, que oferia les propostes de govern carlistes i va tenir una gran difusió, editant-se milers d'exemplars.
Mentre estava en peus la qüestió de l'elecció de rei, els carlistes pretenien mantenir-se dins de la legalitat, sense perjudici de preparar-se per a la lluita armada. No obstant això, a causa del caràcter bel·licorós del partit carlista, no faltaven els qui pretenien fer immediatament un alçament, creient que seria secundat per la nació i per gran part de l'exèrcit, tant més, quant que eren nombrosos els oferiments de molts militars que, havent servit a Isabel II, demanaven ara llicència absoluta en l'Exèrcit i posaven les seves espases a la disposició de Carles de Borbó. No faltava tampoc diners i existien alguns elements disposats a la frontera.
Carles de Borbó s'havia traslladat a Bordeus (palau Lalande) i des d'allà anà a un poblet proper a Urruña, acordant-se, en vista dels oferiments, que no es realitzés l'aixecament general fins que dues o tres fortaleses fossin ocupades pels carlistes, fortaleses que havien promès ser lliurades per la guarnició. La primera d'elles era la de Figueres, que havia de pronunciar-se per en Carles en presentar-se aquest davant ella, per la qual cosa el pretendent, sense més companyia que la d'un gran d'Espanya ajudant seu, va penetrar per la frontera i va arribar a vista de la fortalesa l'11 de juliol de 1869. El Govern, desconfiat, havia canviat la guarnició, i el nou cap no estava disposat al pronunciament; però no va faltar qui donés avís a Carles, qui va tornar a França.
Havent perdut els carlistes l'esperança d'obtindre Figueres, s'acontentaven amb aconseguir Pamplona, rebent els caps de les Províncies l'ordre d'aixecar-se en armes tan aviat sabessin que la plaça estava en poder dels carlistes. Els de La Manxa, impacients, es van tirar al camp, acabdillats pel brigadier Vicente Sabariegos, creient que el seu aixecament coincidiria amb el pronunciament de Pamplona i l'aixecament general; però a Pamplona es va perdre tot, fent-se algunes presons, i l'aixecament general no es va produir, donant-se ordres perquè es retiressin les partides preparades.
La partida de La Manxa va tenir una trobada amb forces del Govern, i perseguides per aquestes es va dissoldre, podent escapar Sabariegos, però caient en poder dels liberals el general Polo, encunyat de Ramón Cabrera.
Algunes altres partides es van negar a retirar-se, per la impaciència dels voluntaris, que parlaven de traïció (tema recurrent entre els carlistes) i creien que serien secundats, cosa que van fer algunes partides de la província de Lleó, al comandament de Pedro Balanzátegui i el beneficiat de la catedral, Antonio Milla, que van caure en poder dels seus enemics.
A Valladolid van prendre pres el brigadier Antonio Díez Mogrovejo, i a d'altres llocs altres carlistes de rellevància, que van ser bandejats, aplicant Práxedes Mateo Sagasta la Llei d'ordre públic de 1824.
En realitat, Carles de Borbó no havia donat ordre d'aixecar-se en armes sinó condicionalment, condició que, no havent-se compliment, portava amb si el no alçar-se; i la prova que van existir tals ordres és que Navarra, Catalunya i Aragó van romandre tranquil·les.

### Repressió governamental

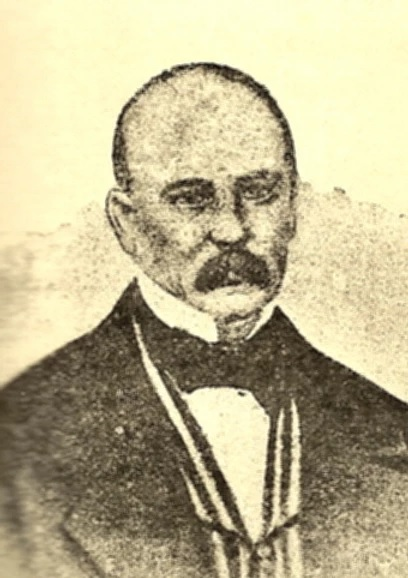
Pedro Balanzátegui

La repressió del Govern va ser severa. Milla, Polo, Larumbe i altres caps van ser condemnats a mort i llocs en capella, sent indultats i deportats a les Illes Mariannes. Balanzátegui, en trobar-se amb forces liberals, no va voler lluitar, malgrat portar al seu costat molt bons tiradors, i es va lliurar; però el sergent Sègol, que manava als liberals, ho va afusellar.
Al monestir de Cartoixa de Montalegre, prop de Badalona, una columna va sorprendre en la font dels Monjos una reunió de vuit individus, alguns joves de menys de divuit anys (entre ells el fill del general carlista Castells) que es van lliurar en l'acte, i sense formació de causa van ser afusellats juntament amb el guardabosc, que era —segons ho defineix l'Enciclopèdia Espasa— «un pobre imbècil». Aquest succés seria conegut en la història del carlisme amb el nom d'assassinats de Montalegre, la responsabilitat dels quals va recaure sobre el coronel Casalís, sent també acceptada pel general Prim en ple Parlament.
Per les pressions del Govern espanyol, el francès va internar a molts carlistes que estaven prop de la frontera i va comminar a Lió a Carles de Borbó a no romandre a França, per la qual cosa va traslladar la seva residència a Suïssa, en La Tour de Peilz, palau Faraz (cantó de Vaud).

## L'alçament de 1869 a la literatura
En un dels seus Episodis nacionals, Espanya sense rei, Benito Pérez Galdós va referir d'aquesta manera l'alçament:
| « | Por el camino repasaba Urríes en su mente el sin fin de manifestaciones eruptivas que infestaban a la Nación. Todo aquel sarpullido era por don Carlos y la Unidad Católica. Indudablemente el ejemplar más castizo y picaresco de aquellos brotes insurreccionales, fue el que la Historia designa con el epígrafe de El Cura de Alcabón. Era don Lucio Dueñas, según sus biógrafos, un clérigo chiquitín, casi enano, buen hombre en el fondo, pero tan fanático y cerril que perdía el sentido en cuanto el viento a sus orejas llevaba rumores de guerra carlista. Apenas se enteraba de que ateos y masones sacaban los pies de las alforjas, preparaba él las suyas llenándolas de víveres y cartuchos. Convocaba inmediatamente al vecindario del mísero pueblo de Alcabón, y entre mozos y viejos disponibles reclutaba una docena, o algo más, de gandules dispuestos a defender con su sangre y su vida la Unidad Católica y la Monarquía absoluta. Hecho esto y reunida su mesnada, que rara vez pasó de veinte hombres, echaba la llave a la iglesia, cogía la escopeta, enjaezaba su rocín flaco, y, ¡hala!, a pelear por Dios y por Carlos VII. El campo de operaciones del minúsculo guerrillero tonsurado era la banda Sur de la provincia de Toledo. Pasaba el Tajo por donde podía; evitaba los pueblos grandes; en los pequeños entraba impetuoso, arengando a su gavilla; pedía raciones, cebada y pan o lo que hubiese; y si en alguna parte le atendían, daba recibo en papel encabezado con este membrete: Real Comandancia de Toledo. Su refugio y descanso buscaba en Menasalbas o en Guadalerzas. Era en verdad delicioso y romancesco el cleriguillo de Alcabón. Hacía poco o ningún daño; no fusilaba; valíase de los muchos amigos que en la comarca tenía para escabullirse de la Guardia civil; pedía y tomaba raciones; no despreciaba caballo cojo ni burro matalón, y aprovechando alguna coyuntura feliz arramblaba con los menguados fondos municipales. Como experto cazador de toda la vida, don Lucio conocía palmo a palmo el terreno. Alguna vez recalaba en la posesión de don Juan Prim, en Urda. El administrador, que era su amigo, le daba raciones y buen vino de las provistas bodegas del General. El jefe y los bigardos de la partida se apimplaban para hacer coraje, y luego salían por aquellos campos gritando como energúmenos: «¡Viva la Religión, viva la Virgen, viva don Carlos!». El exaltado cura, tan pequeñín que apenas se le veía sobre el jamelgo, se esforzaba en suplir su menguada estatura con la fiereza de sus gritos y la bizarría de sus actitudes. Más temibles que el enano de Alcabón eran en la Mancha Sabariegos y Polo, cabecillas veteranos que asolaban el Campo de Calatrava. Los bárbaros que les seguían llegaron a formar cuadrillas imponentes, que so color de la Unidad Católica cometían mil desafueros. Estos granos o diviesos eran de más cuidado que los de tierra toledana, y mortificaban con punzadas dolorosas el tronco de la madre Iberia. Pero esta sufría en otras partes de su cuerpo enardecido múltiples tumores que en sanguinoso avispero se juntaban. Los párrocos y canónigos de Astorga, alzando pendones por la Monarquía absolutamente católica, se comprometieron a dar cada uno para la santa guerra un hombre armado o su equivalencia en dinero. Pronto se reunieron elementos tan silvestres como belicosos. Del Seminario salió un intrépido sacerdote y catedrático, el señor Cosgaya, que, organizada la evangélica partidita, se lanzó a las aventuras macabeas. Su hazaña primera fue matar a un pobre alcalde; después siguió de pueblo en pueblo racionando a sus hombres y caballos, y aliviando al Fisco de la cobranza de contribuciones. Pero la cuadrilla más audaz y vandálica de la provincia de León, fue la que guerreaba bajo las banderas del heroico beneficiado de la Catedral, don Antonio Milla, de quien se dijo que era tan sutil teólogo como hábil estratégico. Asoló diferentes pueblos, dejando en Santa María de Ordax memoria perdurable, por los delitos que allí se perpetraron contra la vida, la hacienda y el pudor. Otro de estos Cides con puntas de bandoleros fue el ilustrado canónigo don Juan José Fernández, que no se quedó corto en los atropellos y depredaciones. En una provincia cercana, Palencia, salió Balanzátegui, no cura, sino soldado y de los más valientes, a quien perdió el necio delirio de imponer a tiros y sablazos la Unidad Católica y el Concilio de Trento. Su ciega y fanática intrepidez le perdió: fue pasado por las armas... El divieso del Burgo de Osma fue García Eslava, que brotó y reventó entre aquel pueblo y Almazán. En tierra de Burgos aparecieron como abscesos infecciosos los afamados Hierros, que operaban con ruda valentía y eclesiástico fervor en la patria del Empecinado y en los términos de Aranda de Duero, Roa y Coruña del Conde... En la provincia de Segovia, los facciosos dispersos se juntaban en Revenga bajo el garrote y bonete del capellán de Juarrillos, para correr al latrocinio de leñas, carbones, pan y cebada; en tierras de Madrid, el cabecilla Jara salía de Santa Cruz de la Zarza en busca de los pingües esquilmos de Aranjuez; desde Valdemorillo y Colmenarejo partían bandas de campeones de la Unidad Católica en persecución del Real Sitio, y amenazaban las preciosidades de la Casita de Abajo. Era, en fin, un levantamiento general y a la menuda, en la mayoría de los casos organizado y dirigido por indignos clérigos. Y estos bribones, que al verse perdidos se acogían al último indulto, volvían luego tranquilamente a sus parroquias, santuarios o catedrales, y sin que nadie les molestara continuaban ejerciendo su ministerio espiritual, y elevaban la Hostia con sus manos sacrílegas. Y aún había más, mucho más que lo rápidamente contado, que fue repaso y enumeración en la mente de Urríes. Todo el mísero cuerpo de la Nación estaba invadido de la plaga. En el Maestrazgo, Valencia, Aragón y Cataluña, sufría España la terrible picazón. De aquella sarna que la obligaba a rascarse desesperadamente, brotaron los horribles tumores que la pusieron en tan asqueroso estado. Acudía el Gobierno con los emplastos emolientes del envío de columnas en persecución de los malhechores católicos, unitarios, absolutos o carlistas, que de mil modos se llamaban. Pero como era forzoso atacar un mal esporádico en tan distintas y distantes partes del enfermo, unas veces llegaba tarde el remedio, otras demasiado pronto, como pasó en Montealegre, cerca de Barcelona. Los conjurados se reunían por órdenes del cabecilla Larramendi, y conforme iban llegando al punto de cita, con arreos de cazadores, la columna del brigadier Casalis los cogía y tranquilamente los fusilaba. El único que pudo escapar fue Larramendi, que olió la quema y se puso en salvo. | » |